# Sofie Mertens
Sofie Mertens (Lommel, 10 januari 1984) is een Belgisch politica voor CD&V.

## Biografie
Mertens behaalde in 2007 het diploma van bachelor in bedrijfsmanagement aan de Katholieke Hogeschool Kempen en werd in 2013 tevens master in de rechten aan de Universiteit Antwerpen.
Ze ging aan de slag bij de Christelijke Mutualiteit van Limburg: van 2008 tot 2013 was ze consulent, van 2013 tot 2021 clustermanager voor de regio Noord-Limburg en van maart 2021 tot mei 2022 teamverantwoordelijke voor de kantoren en de pensioendienst.
Sinds december 2018 is Sofie Mertens voor CD&V gemeenteraadslid in haar woonplaats Lommel en van december 2018 tot mei 2022 zetelde ze eveneens in de provincieraad van Limburg. 
Bij de Vlaamse verkiezingen van mei 2019 stond Mertens als derde opvolger op de CD&V-lijst in de kieskring Limburg. In mei 2022 legde ze de eed af als Vlaams Parlementslid ter opvolging van Jo Brouns, die was aangesteld tot minister in de Vlaamse regering. In het Vlaams Parlement werd Mertens lid van de commissie Mobiliteit en Openbare Werken. Bij de Vlaamse verkiezingen van juni 2024 was ze eerste opvolger in Limburg. In oktober 2024 werd ze opnieuw Vlaams Parlementslid ter vervanging van Jo Brouns, die opnieuw Vlaams minister werd. Dit keer ging ze zetelen in de commissie Wonen, Toerisme, Energie en Klimaat.
Sinds mei 2025 is ze aangesteld als schepen financiën en mobiliteit in de stad Lommel. Ze volgt er Luc Ooms op die om wille van gezondheidsredenen zijn mandaat neerlegde.  